# Maxanapis tenterfield
Maxanapis tenterfield är en spindelart som beskrevs av Norman I. Platnick och Forster 1989. Maxanapis tenterfield ingår i släktet Maxanapis och familjen Anapidae. Inga underarter finns listade i Catalogue of Life.